# Kobba Klintar

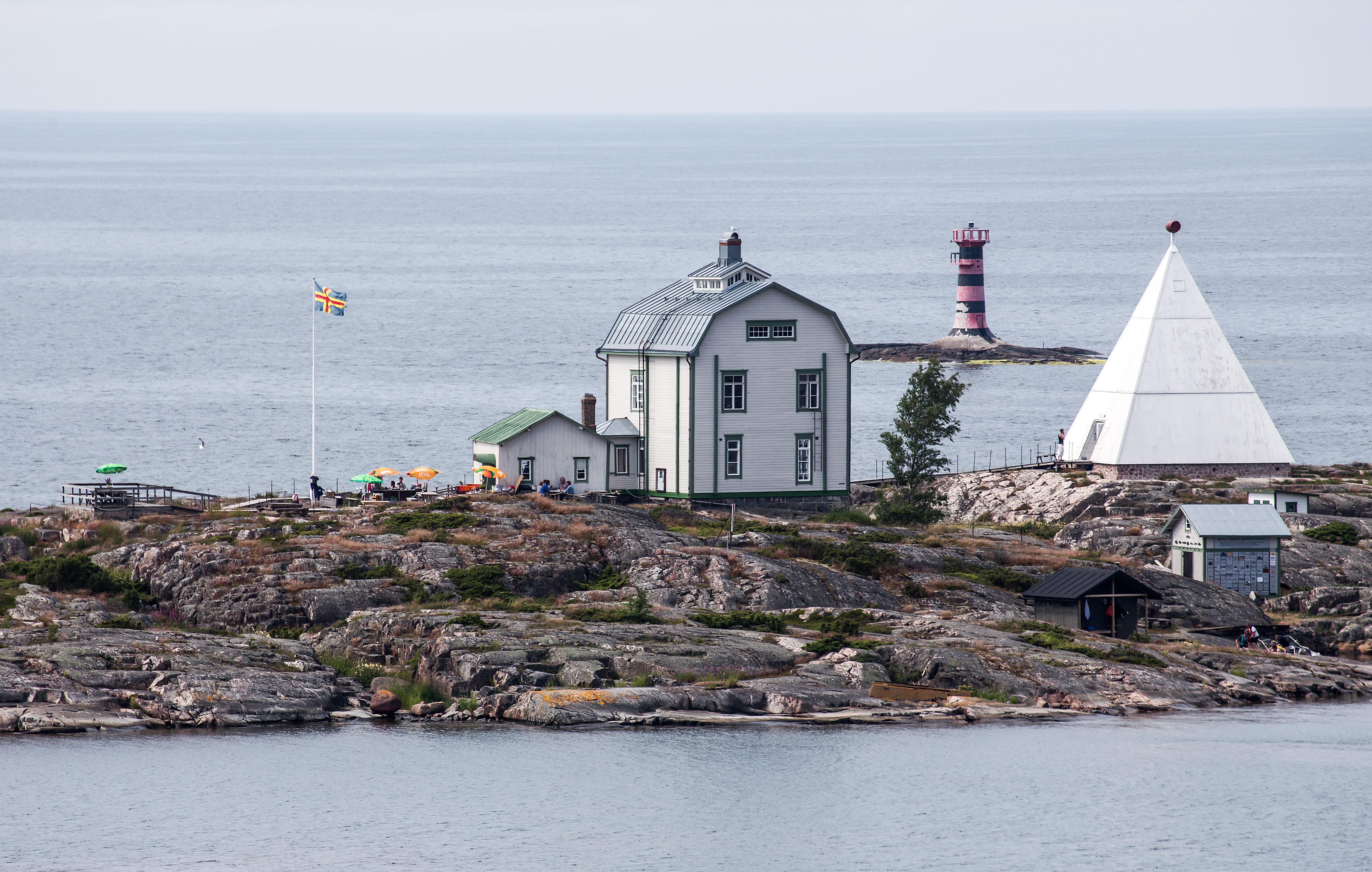
Lotsstationen på Kobba Klintar.

Kobba Klintar är ett skär i Ålands hav beläget vid farleden in mot Mariehamn, Åland.
På Kobba Klintar ligger en lotsstation som numera är ur bruk. Upprustning av husen och hamnen har skett de senaste åren, och numera används ön bland annat för utställningar. Kobba Klintar är också ett populärt utflyktsmål från Mariehamn.

## Historia
Den första mänskliga aktiviteten på Kobba Klintar tros vara skötfiske på 1600- och 1700-talet från dåvarande Övernäs by, dagens Mariehamn. På en karta från 1807 omnämns ön Storlandet som Bodskär efter en eller flera fiskebodar som uppförts på ön. I samband med grundandet av staden Mariehamn 1861 uppfördes en lotsuppassningsstuga och vitmålad, fyrsidig, pyramidformad båk på Kobba Klintar och 1863 flyttades den dåvarande lotsstationen från Nåtö till Mariehamn. Majoriteten av lotsarnas arbete utfördes därefter från Kobba Klintar med huvudlotsstationen placerad i staden.
Bredvid lotsstugan installerades en gasoljedriven ledfyr 1883 med rött och vitt ljus som blinkade 50 gånger per minut. Denna flyttades 1890 till den närliggande ön Korsö i samband med att nya inseglingslinjer skapades till Mariehamn. Samma år byggdes naturhamnen ut till en båthamn. För att underlätta navigering vid dåliga siktförhållanden installerades en handdriven mistlur 1903. Denna ersattes 1910 av en mycket större anläggning, med dieseldrivna motorer som komprimerade luft till 3-4 bars tryck för att driva en siren. För att få plats med maskineriet uppförde man en stor lotsstuga i jugendstil i två våningar med maskinrummet i bottenvåningen, bostad i andra våningen och mistluren på vinden.
I samband med första världskriget nedmonterades maskineriet till mistluren 1915 och sändes till Kockskärs fyr i Estland. Efter Finlands självständighet 1917 sändes två bevakningsfartyg till Mariehamn, vilka hade till uppgift att möta inkommande fartyg och lotsa in dem till Mariehamn med hjälp av sina sirener. Denna aktivitet avbröts 1919 då mistluren på Kobba Klintar fick nytt maskineri installerat. Under 1922 upprättades en telefonförbindelse då en ledning drogs ut via Espholm. Under 1936–1937 byggdes en ny hamn med vågbrytare och pir.
Oftast gick lotsningen till Mariehamn problemfritt på en rak och kort kurs, men i dåliga siktförhållanden kunde de smala passagerna ställa till stora problem, speciellt för stora segelfartyg som inte hade plats att gå ut på nytt och ändra kurs om de kommit in fel. Det tremastade barken Virgo från Mariehamn gick på grund på Marhällan, den lilla ön väster om Kobba Klintar, den 5 november 1928. Natten till den 14 december 1933 förliste både barken Plus och barken Fred som båda inte fått tag i lots och tvingats försöka gå in till Mariehamn på egen hand. För att förbättra säkerheten byggde man en sektorfyr på ön Tvibenan, norr om Kobba Klintar i 1934. Fyra år senare reste man en betongfyr med mistsignalklocka på Marhällan.
Under andra världskriget gick den största delen av den finska utrikeshandeln inomskärs i åländska farvatten för att skydda sig mot ryska ubåtar. Före färden över Ålands hav var det vanligt att konvojerna samlades utanför lotsplatsen för att senare eskorteras av militärfartyg. Under 1940 var den vanligare rutten den södra och man lotsade 1119 fartyg in till Mariehamn. Följande år var huvudrutten norr om Åland och man lotsade då endast 151 fartyg.
Fartygstrafiken till Mariehamn ökade från cirka 150–200 fartyg årligen under 1860–1880-talen till mellan 350 och 500 fartyg under 1920–1940-talen. Rekordet kom 1965 med 1 163 fartyg som inlotsades till Mariehamn.
Under 1960-talet lades nio mindre lotsplatser ner på Åland. Detta ledde till att lotsarna på Kobba Klintar, Nyhamn och Långnäs då fick i uppgift att ta hand om utplaceringen av remmare över ett stort geografiskt område. I januari 1972 lades också lotsstationen på Kobba Klintar ner och de kvarvarande lotsarna omplacerades till Mariehamn. Före nedläggningen elektrifierades Marhällans fyr och försågs med en dimsiren som ersättning för sirenen på Kobba Klintar. Efter nedläggningen tillföll byggnaderna markägaren.
Öarna köptes upp av Mariehamns stad 2005 och hamnen totalrenoverades 2006–2007, då bland annat vågbrytaren återuppbyggdes från grunden. En yttre kopia av den ursprungliga båken, som hade rivits 1954, uppfördes 2012. De yttre måtten är desamma, men invändigt finns en lokal som kan hyras för evenemang med ett stort panoramafönster mot Ålands hav.

## Konst
Konstnären Juha Pykäläinen har uppfört flera permanenta konstverk på Kobba Klintar mellan 2002 och 2007. Mest iögonfallande är träskulpturen Lotsen och havstruten som gestaltar en lots stående på balkongen utanför mistlurens dörrar, spanande ut över havet genom en tubkikare. Vid sidan av lotsen sitter en havstrut på balkongräcket.

## Kobba Klintars Vänner
Öarna förvaltas av föreningen Kobba Klintars Vänner r.f. sedan år 2002. Föreningen bildades år 2002 för att bevara och vårda den unika kulturmiljö och maritima miljö som är förknippad med Kobba Klintar, Mariehamns och hela Ålands "Ansikte mot havet".
Föreningen arrenderar ön med alla byggnader och hamnanläggningen för en symbolisk summa av Mariehamns stad. Ett café och en sjömansbar drivs på kobbarna om sommaren och ett teaterspel med lokal historisk anknytning har uppförts.

## Historiskt bildgalleri

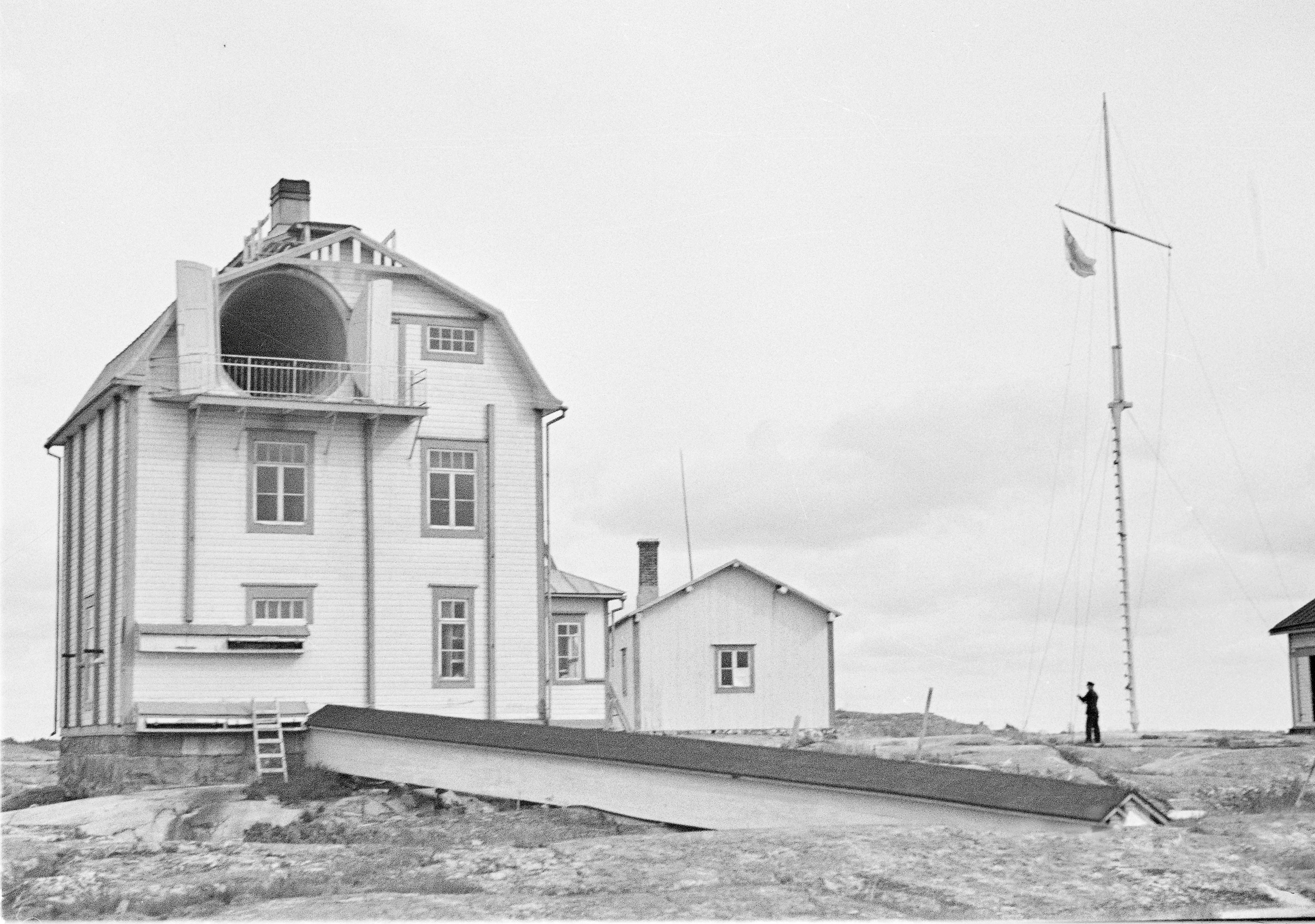
Kobba Klintar 1942 med öppna dörrar för mistluren
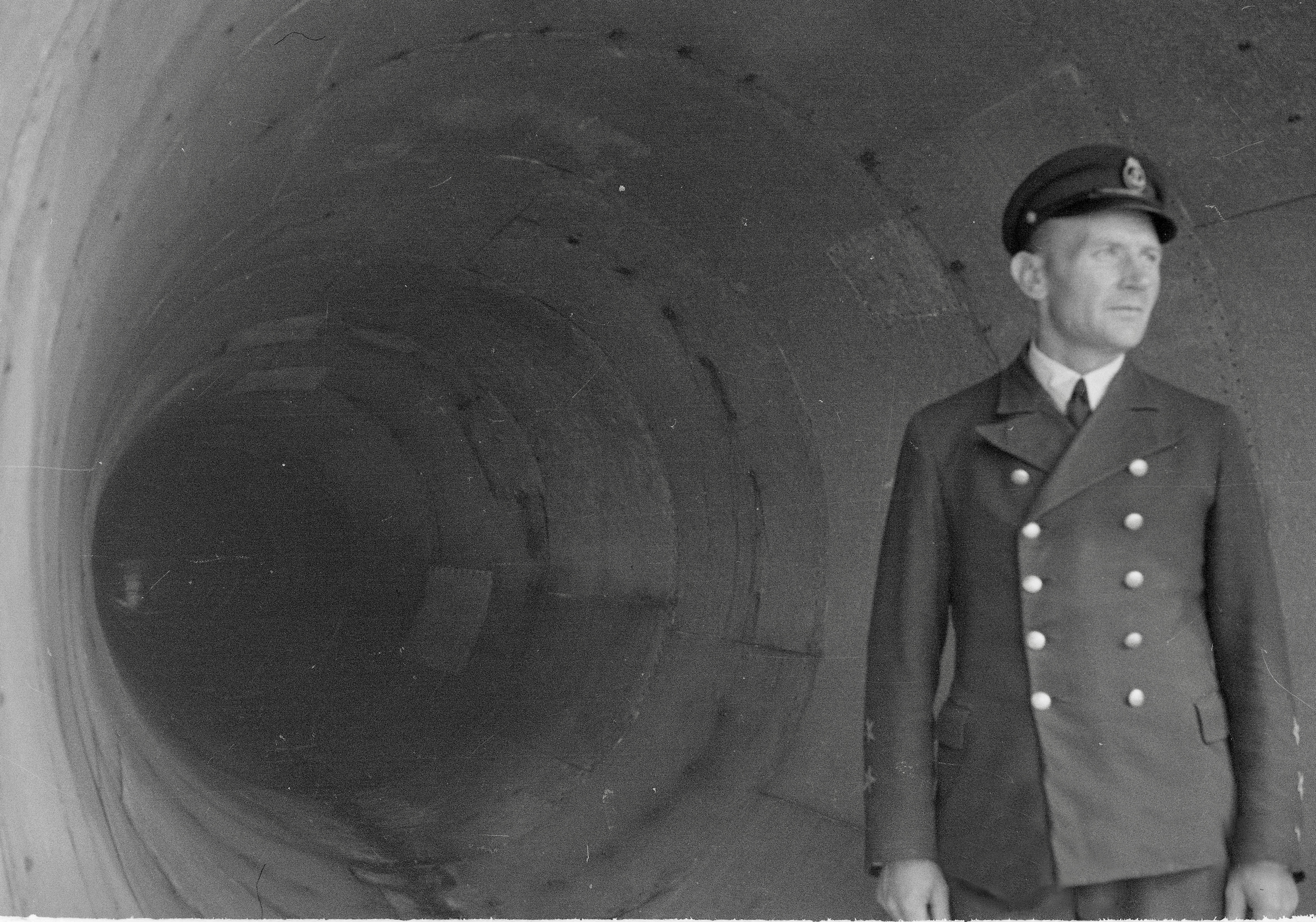
Mistluren och lotschefen 1942
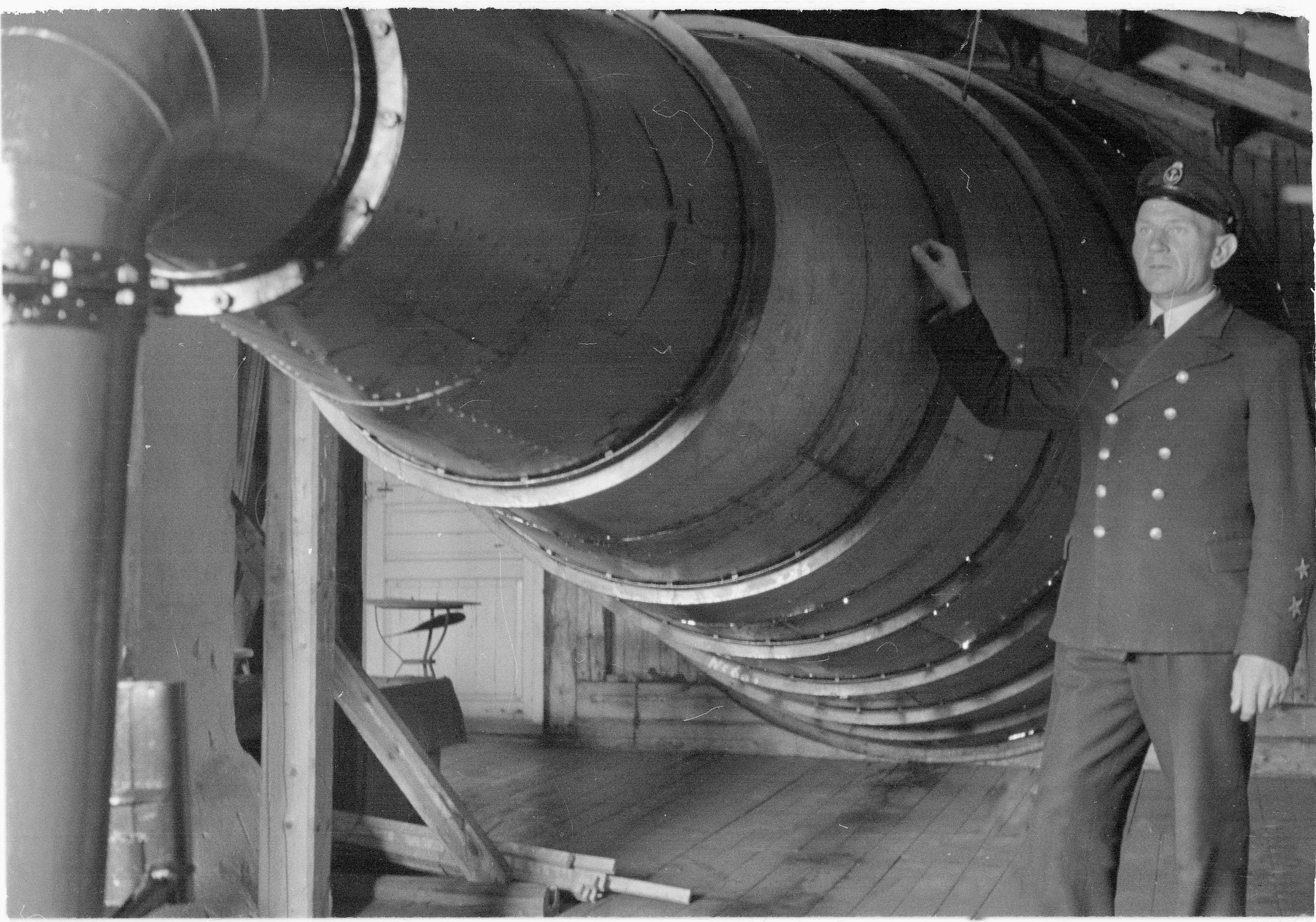
Mistluren och lotschefen 1942
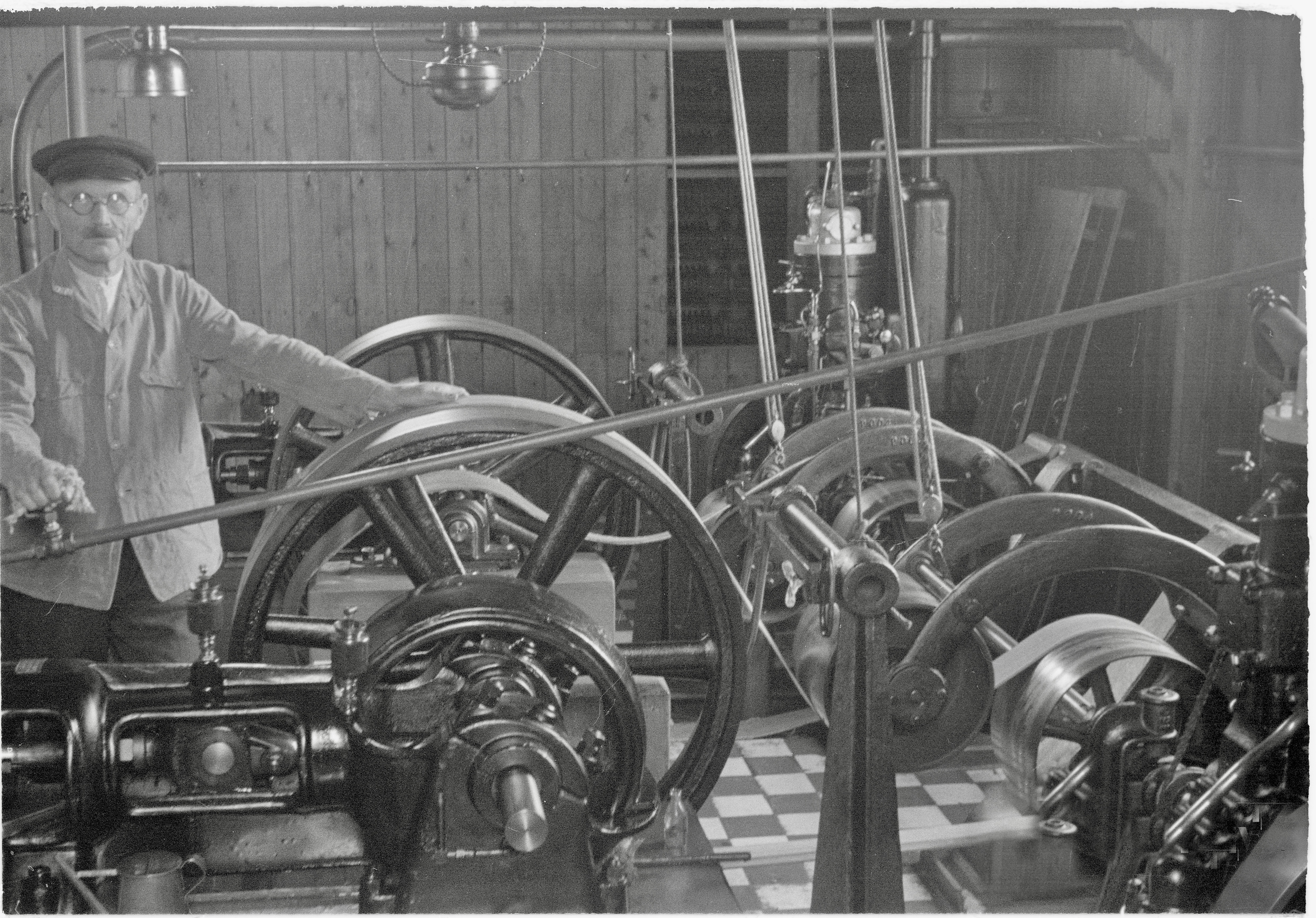
Maskinrummet för mistluren och mistsirenskötarassistenten Johannes Jansson 1942
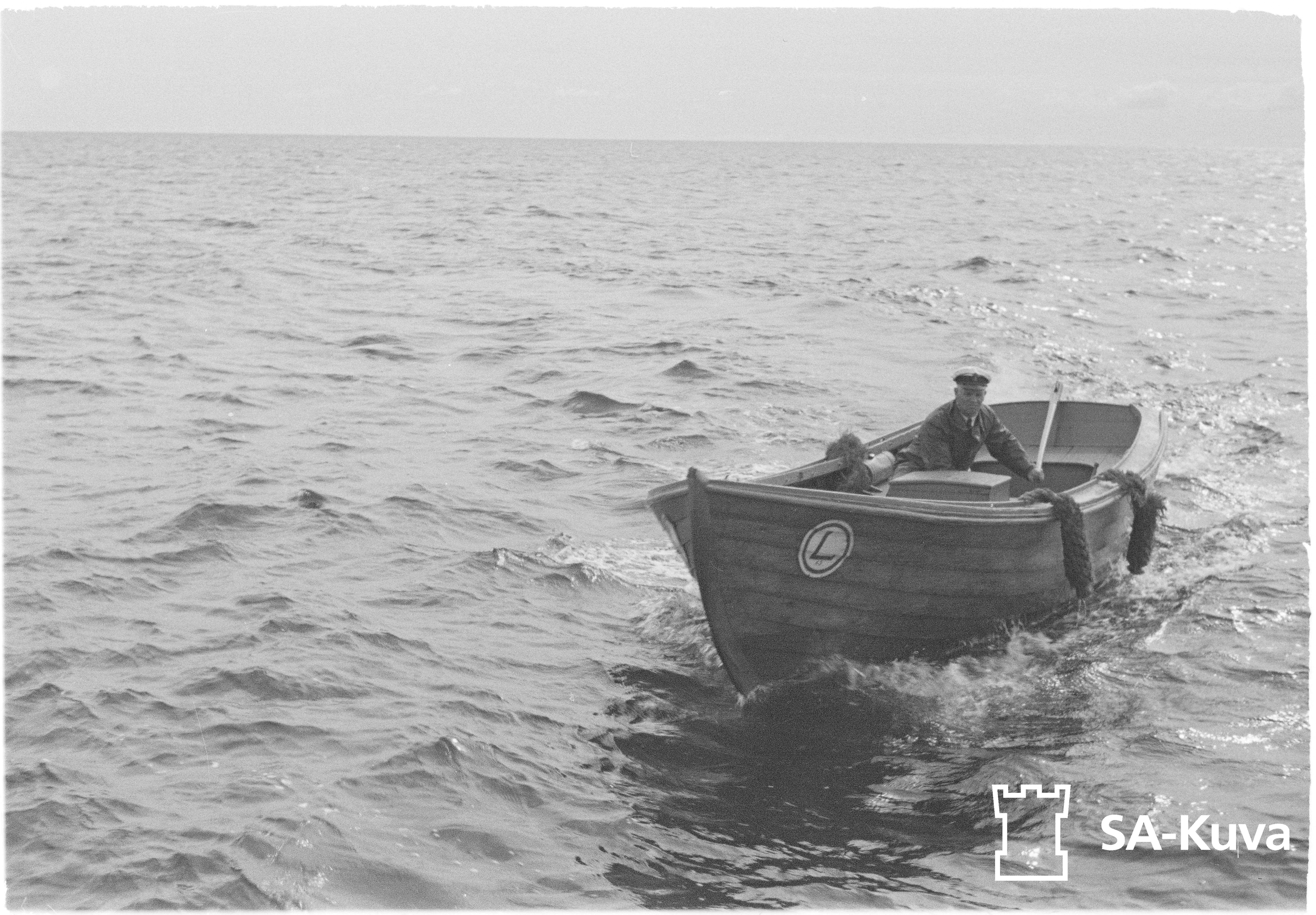
Lotsen Sigurd Hägerstrand från Kobba Klintar i möte med en finsk konvoj 1942
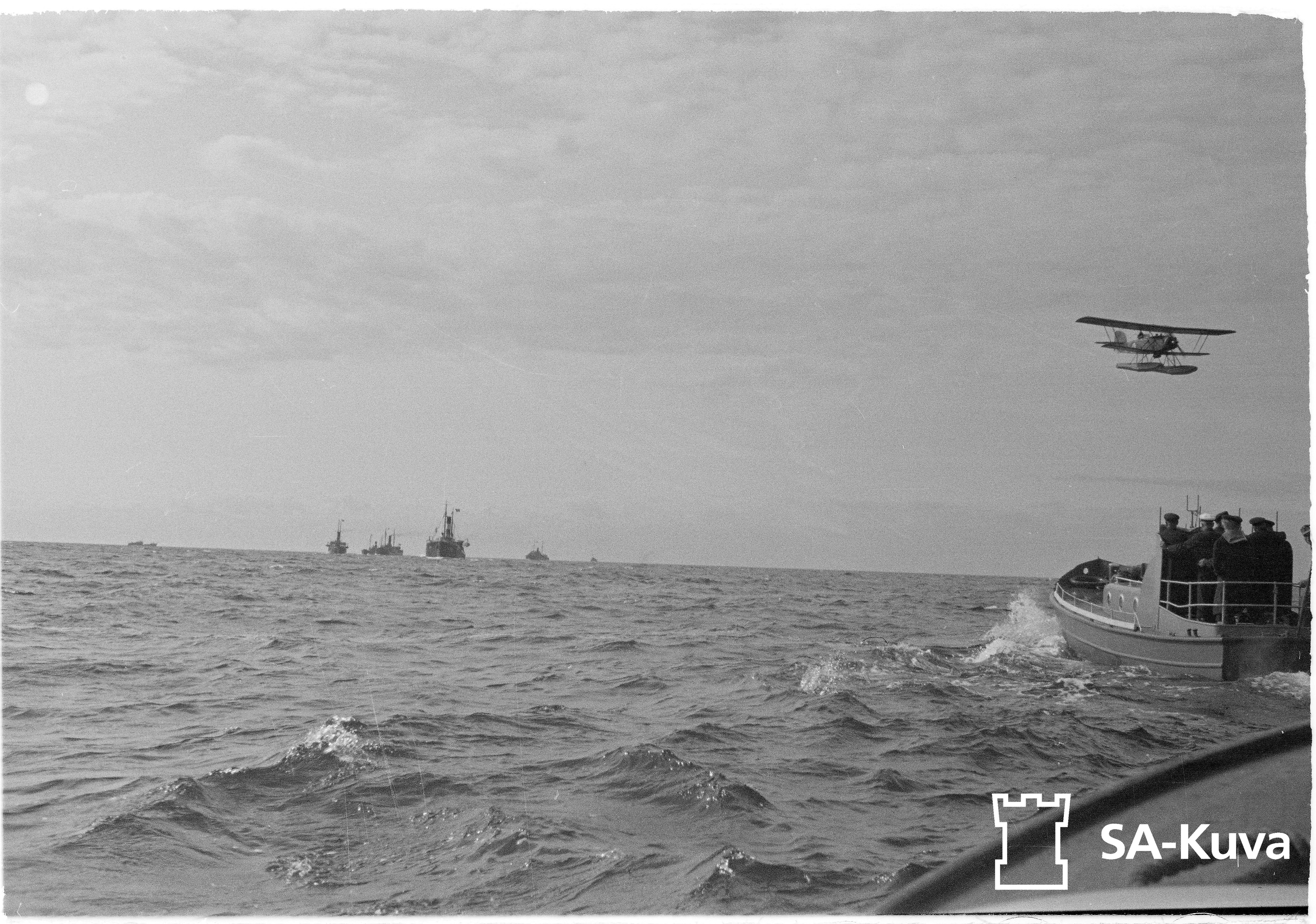
Lotsar från Kobba Klintar möter en finsk konvoj ledd av ett eskortplan 1942

## Nutida bildgalleri

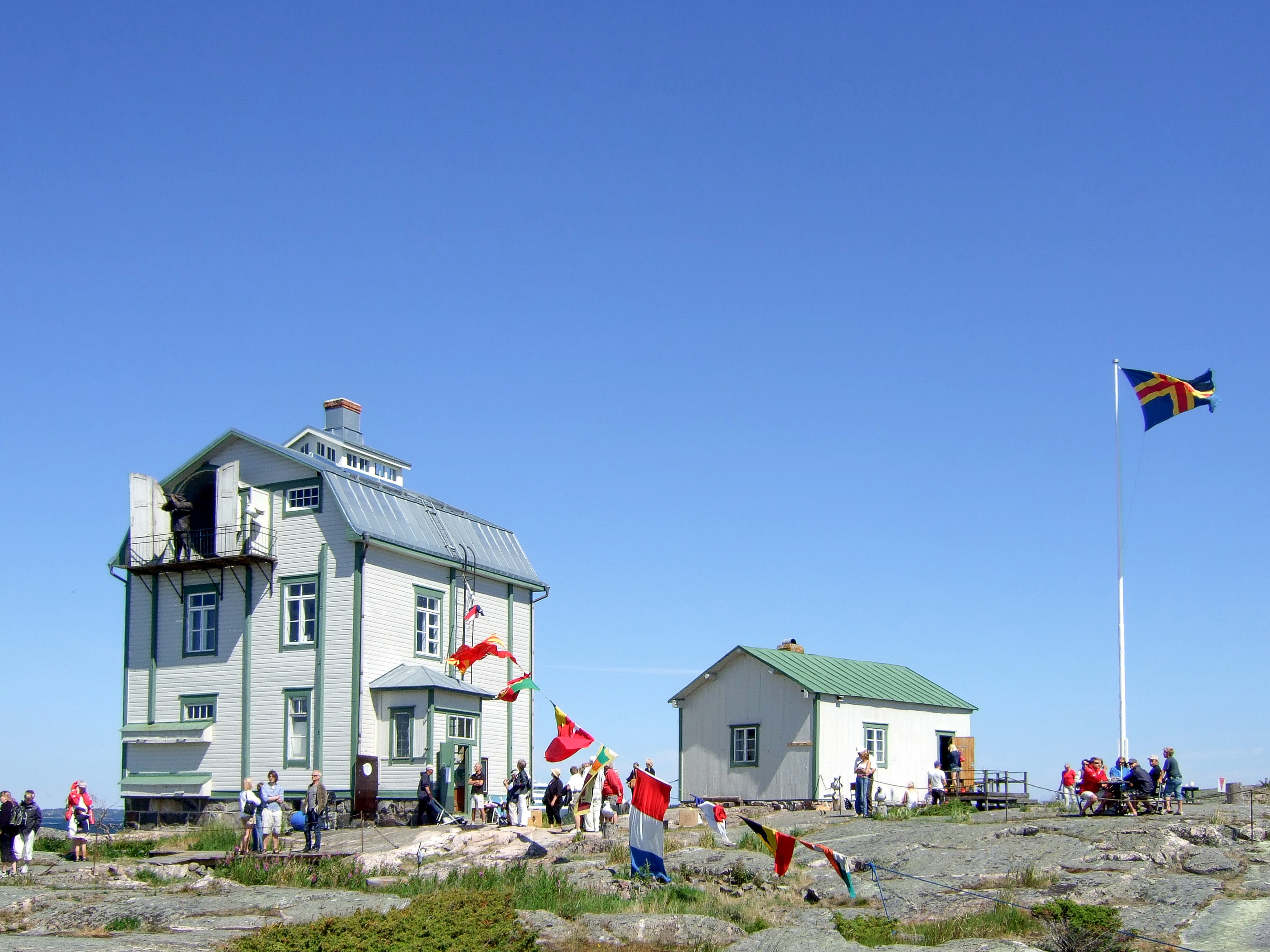
Kobba Klintar från landsidan.
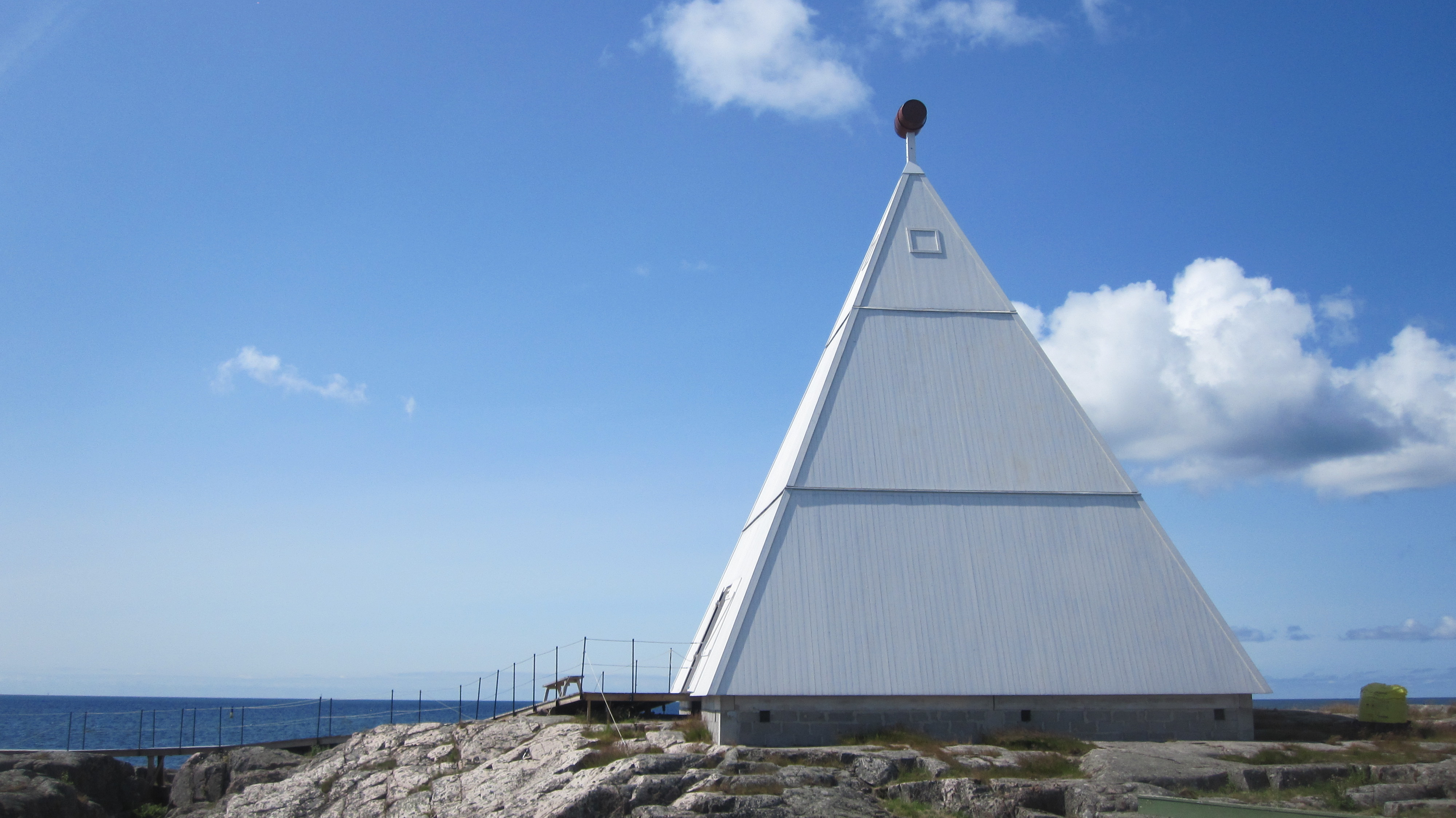
Den nyuppförda båken på Kobba Klintar.
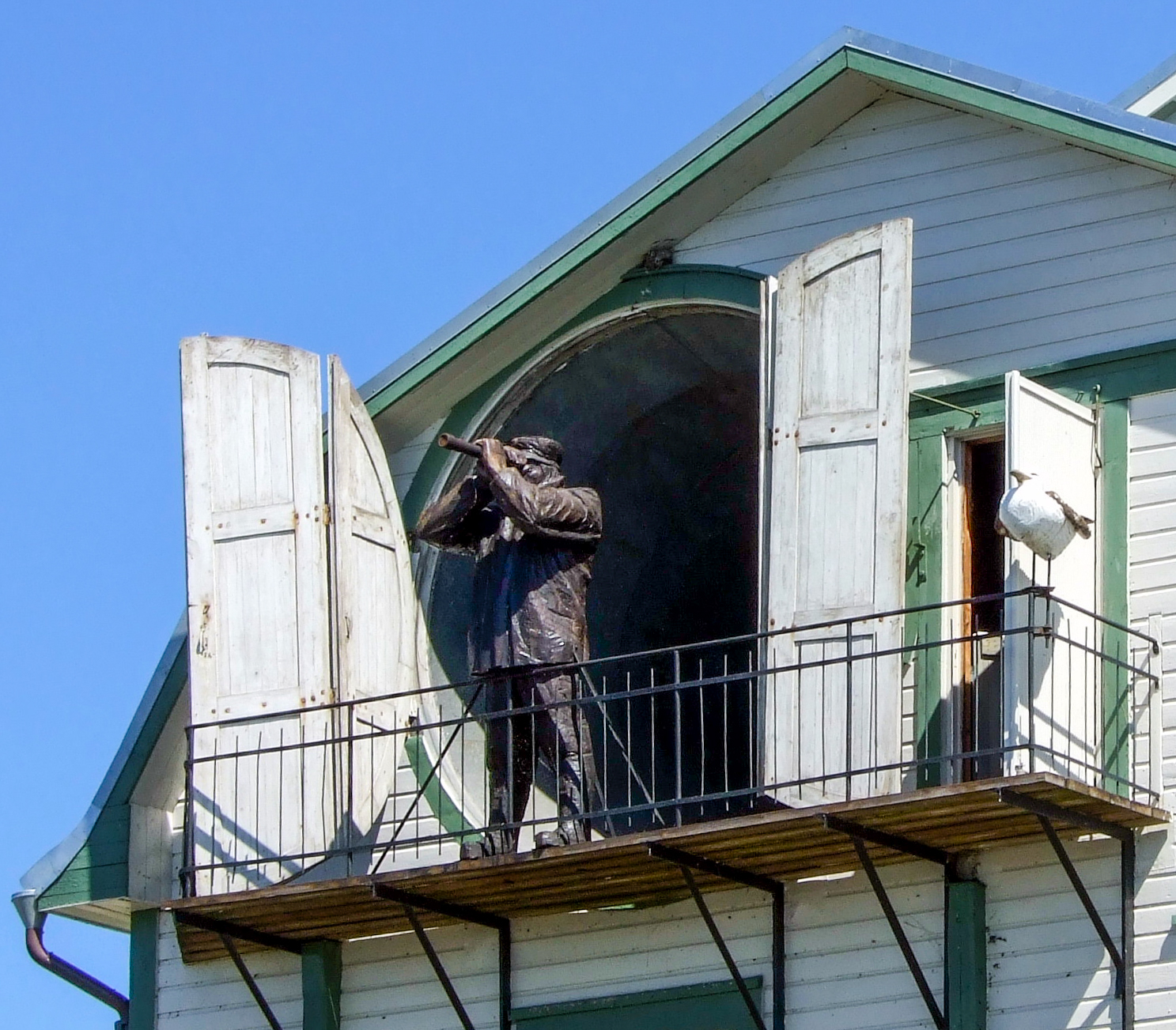
Mistluren.
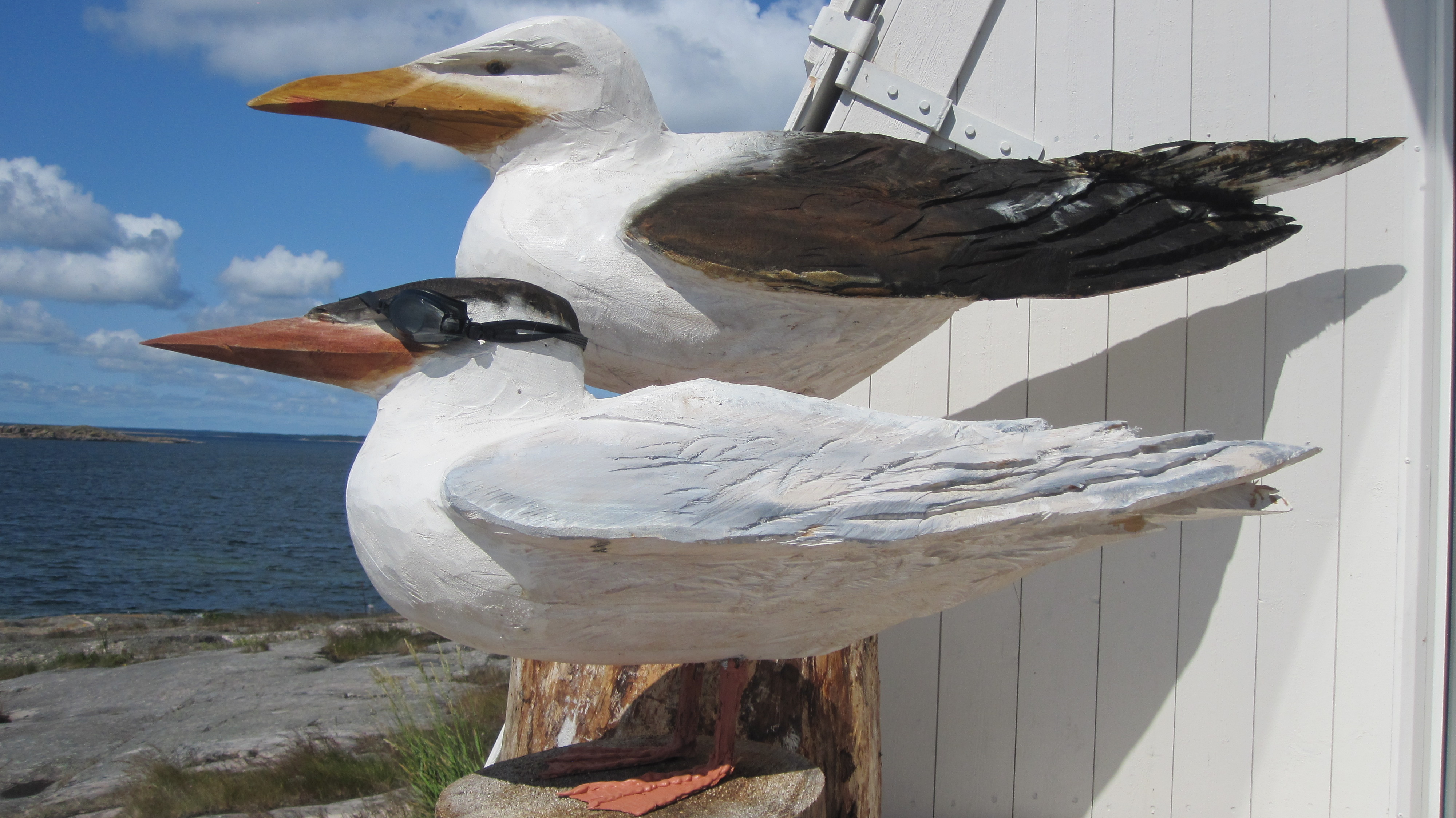
Två vitfåglar i trä av Juha Pykäläinen utanför båken.
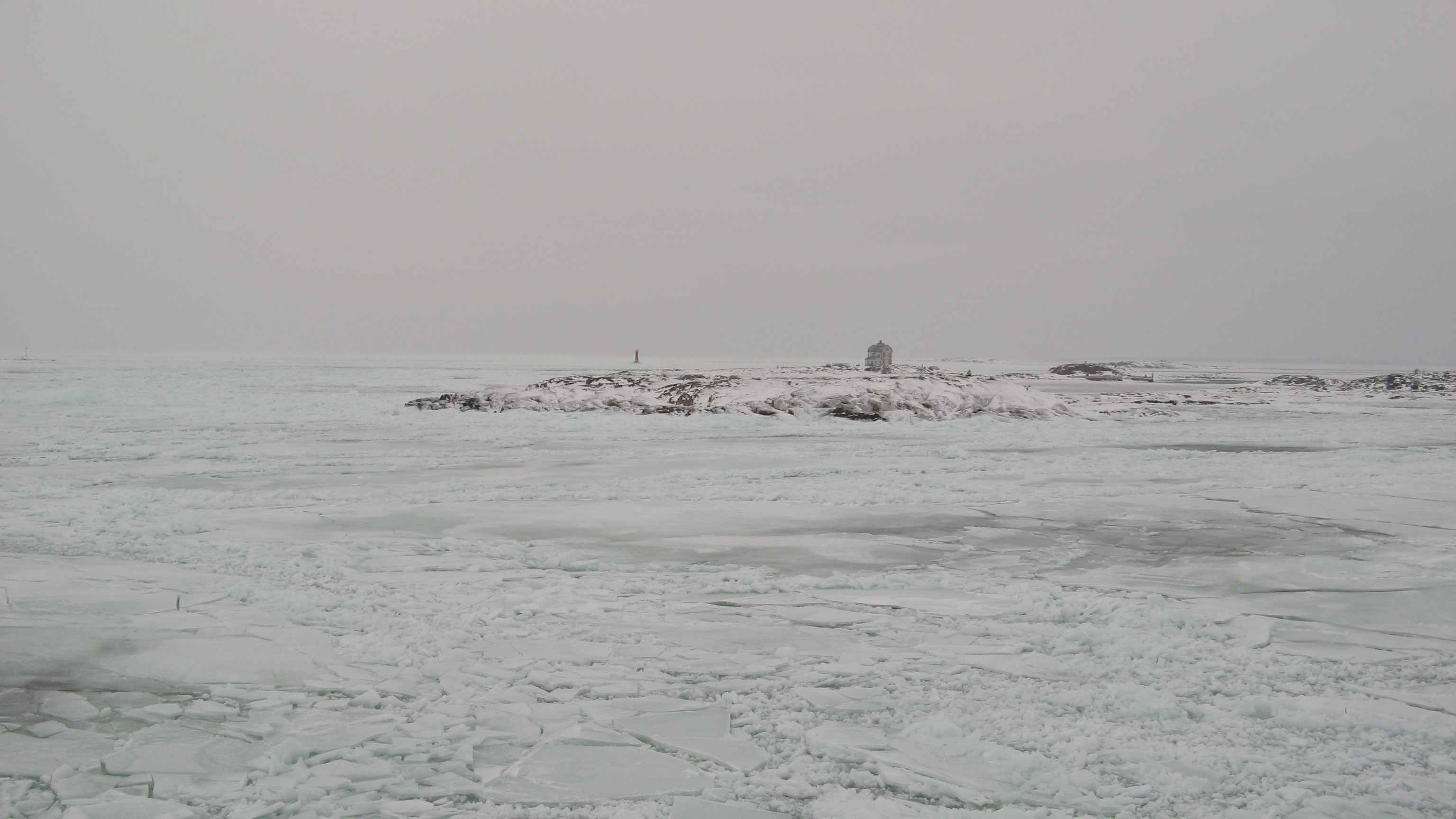
Kobba klintar på vintern. Lotsstationen syns i mitten.